# Daniela Burger
Daniela Burger (* 5. Juli 1969 in Konstanz) ist deutsche Grafikdesignerin. Von 2010 bis 2023 war sie Art-Direktorin und seit 2012 ist sie Mitherausgeberin des Missy Magazine.

## Karriere
Von 1996 bis 2001 studierte sie Kommunikationsdesign an der Fachhochschule Potsdam und absolvierte Praktika u. a. bei der Werbeagentur Scholz & Friends. Seit 2001 unterrichtet Daniela Burger an Designhochschulen, u. a. der Merz Akademie Hochschule für Gestaltung, Kunst und Medien, Stuttgart, sowie seit 2014 an der Kunsthochschule Berlin-Weißensee.
1999 begann sie als Online-Redakteurin und Web-Grafikerin bei dem Musikmagazin Spex zu arbeiten. 2003 gründete sie das Büro DB in Berlin. Die Schwerpunkte des Designbüros liegen in der Umsetzung von Publikationen und visuellen Erscheinungsbildern aus dem kulturellen Bereich, etwa für das Harun Farocki Institut, Wir Machen Das, Sternberg Press, Gestalten-Verlag, Goethe-Institut, Humboldt-Universität zu Berlin, Haus der Kulturen der Welt, das Wiener Theater WERK X, sowie der Gestaltung von Plattencovern.
Ein fester Bestandteil ihrer Arbeit war von 2010 bis 2023 die Art Direktion und seit 2012 die Herausgabe des Missy Magazine, für die sie sich immer wieder mit der Frage auseinandersetzt, was feministisch gestalten bedeutet. Dazu zählen vor allem Sichtbarmachung und Solidarität. Es wird eine breite Palette von Schriftarten verwendet, um die Vielfalt der Stimmen, die im Heft zusammenkommen, auf visueller Ebene zu erhalten. Sowohl bei der Wahl der Schriftgestalter wie auch der Illustratoren und Fotografen wird auf ein ausgewogenes Verhältnis von People of Color, queeren und weißen Personen geachtet.
Daniela Burger hält regelmäßig Vorträge, u. a. an der HfG Offenbach und der Muthesius Kunsthochschule Kiel 2023, der Typografischen Gesellschaft München 2022, dem Reeperbahn-Festival Hamburg und der Lajevardi Foundation in Teheran, Iran 2018, der Frankfurter Buchmesse 2017. Von 2016 bis 2020 leitete sie zusammen mit Susanne Bürner den Künstler*innenbuchverlag Monroe Books. 2018 gründete sie zusammen mit Catrin Sonnabend den Format Club, ein Netzwerk mit regelmäßiger Veranstaltungsreihe für FLINT-Grafik-Designer.
170 ihrer Arbeiten werden in der Sammlung des Museum für Kunst und Gewerbe Hamburg bewahrt.

## Auszeichnungen
- Auszeichnung der Diplomarbeit Spex-CD-ROM beim ADC-Nachwuchswettbewerb 2001
- Award of Excellence in der Kategorie Alternative Storytelling für die Illustration Wie uncool: Der Kühlschrank ist hin, veröffentlicht in der Zeitschrift Chrismon (06/2014)
- Willy-Fleckhaus-Preis für das Missy Magazine 2020
- Bronze-Medaille in der Kategorie „Redesign“ im ADC-Wettbewerb 2022 für den Relaunch des Missy Magazine 2022
- Seit 10/2019 Mitglied im Art Directors Club, Teil der Jury »Editorial Design« in den Jahren 2019–2022

## Publikationen
- Daniela Burger, Dietmar Dath: The Shramps. Implex-Verlag/Verbrecher Verlag 2007
- Daniela Burger, Sonja Eismann u. Chris Köver: Glückwunsch, du bist ein Mädchen – Eine Anleitung zum Klarkommen. Beltz & Gelberg 2013
- Daniela Burger: Fischerinsel. Monroe Books 2015
- Chris Köver, Daniela Burger, Sonja Eismann: Hack's selbst - Digitales Do it Yourself für Mädchen. Beltz & Gelberg 2015
- Daniela Burger, Lisa Klinkenberg, Stefanie Rau: Unordnung schaffen. In: Missy Magazine. Nr. 03. Berlin 2021, S. 50–65.

## Ausstellungen
- The F*word – Guerrilla Girls und feministisches Grafikdesign, Museum für Kunst und Gewerbe Hamburg, 16.02.–17.09.2023[5]
- Wiki Women – Wissen gemeinsam ergänzen, Museum für Kunst und Gewerbe Hamburg, 27.05.–24.09.2023[6]
- audio—grafisch. 16 Entwürfe und ihre Entstehung. Museum für Kunst und Gewerbe Hamburg, 3.6.22 – 26.2.23[7]
- Letra/Tone Festival für Grafik und Musik, Radialsystem, Berlin 2019
- Der Blick von oben nach untern, Larry’s Show, Berlin 2016
- „#“ Numbers, in der Kantine im Aqua Carré, Berlin 2014
- „The Shramps – Musik für Taube“, Galerie LINDA e.V., Hamburg 2006